# 温度

一张展示了长期全球月平均地表大气温度平均值的地图

温度是表示物体冷热程度的物理量，微观上来讲是物体分子热运动的剧烈程度。温度只能通过物体随温度变化的某些特性来间接测量，而用来量度物体温度数值的标尺叫温标。它规定了温度的读数起点（零点）和测量温度的基本单位。溫度理論上的高極點是「普朗克溫度」，而理論上的低極點則是「絕對零度」。「普朗克溫度」和「絕對零度」都是無法通过有限步骤達到的。目前国际上用得较多的温标有摄氏温标（°C）、华氏温标（°F） 、热力学温标（K）和国际实用温标。
温度是物体内分子间平均动能的一种表现形式。值得注意的是，少數幾個分子甚至是一個分子構成的系統，由於缺乏統計的數量要求，是沒有溫度的意義的。
溫度出現在各種自然科學的領域中，包括物理、地質學、化學、大氣科學及生物學等。像在物理中，二物體的熱平衡是由其溫度而決定，溫度也會造成固體的熱漲冷縮，溫度也是熱力學的重要參數之一。在地質學中，岩漿冷卻後形成的火成岩是岩石的三種來源之一，在化學中，溫度會影響反應速率及化學平衡。大气层中气体的温度是气温（atmospheric temperature），是氣象學常用名词。它直接受日射所影響：日射越多，氣温越高。
溫度也會影響生物體內許多的反應，恒温动物會調節自身體溫，若體溫升高即為發熱，是一種醫學症狀。生物體也會感覺溫度的冷熱，但感受到的溫度受風寒效應影響，因此也會和周圍風速有關。

## 计量

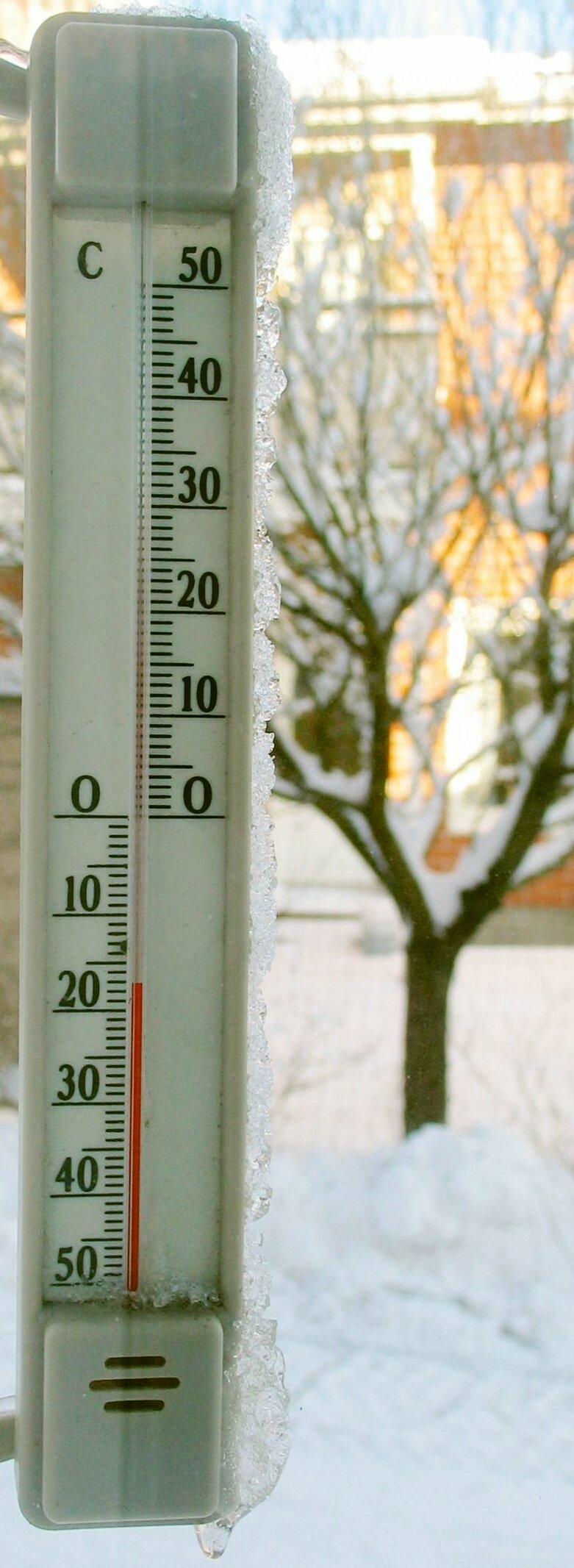
一个常见的摄氏度温度计，显示冬季白天温度为-17 °C

使用当代科学温度计和温度标记法进行温度计量可以追溯到18世纪早期，加布里埃尔·华伦海特使用了奧勒·羅默发明的温度计（转换成了水银）和标记方式。华氏温标仍然在美国日常生活中使用。
使用温度计标定的温度可以通过溫度換算转换为多种温度计量法。在当今世界大多数国家（除了伯利兹、缅甸、利比里亚和美国外），摄氏温标是最为广泛的计量法。大多数科学家使用摄氏温标，并在热力学温度上使用摄氏温标演化出来的热力学温标，其起始点0K = −273.15°C（绝对零度）。在美国，工程领域、高科技行业以及美国联邦规格（民用和军用）上也会使用热力学温标和摄氏温标。在美国的其他一些工程领域，针对诸如燃烧等热力学相关标准时也会使用蘭金溫標（对华氏温标的调整）。

### 单位
在国际单位制中，温度的最基本单位是开尔文，其符号为K。
在日常使用中，一般为了方便起见都会将其转换为摄氏温标，其中0°C接近水的冰点，100°C则为水在海拔0M的沸点。由于液态的水滴会出现在低于零度的云层中，因此0°C更好的定义是冰的融化点。在这种温标下，1摄氏度和1K温度变化是一样的。
根据国际协议，热力学温标和摄氏温标都通过两个固定点定义：维也纳标准平均海水的绝对零度和三相点。绝对零度被定义为0K及−273.15°C。在该温度下，所有经典分子运动都会停止，处于经典模型下的完全静止状态。在量子结构下，在绝对零度下仍然有运动和能量，被称为零點能量。物质处于其基态，不包含热能。水的三相点则被定义为273.16K和0.01°C。
而美国广泛使用的华氏温标中，水的冰点为32 °F，沸点为212 °F。

#### 转换
下面的表格展示了各温标如何转换为摄氏温标。
|            | 从摄氏温标转换               | 转换为摄氏温标               |
| ---------- | ---------------------------- | ---------------------------- |
| 华氏温标   | [°F] = [°C] × 9⁄5 + 32       | [°C] = ([°F] − 32) × 5⁄9     |
| 热力学温标 | [K] = [°C] + 273.15          | [°C] = [K] − 273.15          |
| 兰金温标   | [°R] = ([°C] + 273.15) × 9⁄5 | [°C] = ([°R] − 491.67) × 5⁄9 |
| 德利爾溫標 | [°De] = (100 − [°C]) × 3⁄2   | [°C] = 100 − [°De] × 2⁄3     |
| 牛頓溫標   | [°N] = [°C] × 33⁄100         | [°C] = [°N] × 100⁄33         |
| 列氏温标   | [°Ré] = [°C] × 4⁄5           | [°C] = [°Ré] × 5⁄4           |
| 羅氏溫標   | [°Rø] = [°C] × 21⁄40 + 7.5   | [°C] = ([°Rø] − 7.5) × 40⁄21 |

## 對自然的影響
溫度對音速、空氣密度、聲阻抗有顯著影響。
| 不同溫度對音速、空氣密度、聲阻抗的影響。 |             |                   |                |
| 溫度（°C）                               | 音速（m/s） | 空氣密度（kg/m³） | 聲阻抗（s/m³） |
| −10                                      | 325.4       | 1.341             | 436.5          |
| −5                                       | 328.5       | 1.316             | 432.4          |
| 0                                        | 331.5       | 1.293             | 428.3          |
| 5                                        | 334.5       | 1.269             | 424.5          |
| 10                                       | 337.5       | 1.247             | 420.7          |
| 15                                       | 340.5       | 1.225             | 417.0          |
| 20                                       | 343.4       | 1.204             | 413.5          |
| 25                                       | 346.3       | 1.184             | 410.0          |
| 30                                       | 349.2       | 1.164             | 406.6          |

## 范例
|                                             | 温度         | 温度              | 黑体电磁辐射峰值辐射波长      |
| 开尔文                                      | 摄氏度       |                   | 黑体电磁辐射峰值辐射波长      |
| ------------------------------------------- | ------------ | ----------------- | ----------------------------- |
| 绝对零度 （严格按照定义）                   | 0 K          | −273.15 °C        | 無                            |
| 目前达到的最低温度                          | 100 pK       | −273.149999900 °C | 29,000 km                     |
| 玻色–爱因斯坦凝聚最低温                     | 450 pK       | −273.14999955 °C  | 6,400 km                      |
| 1毫开 （严格按照定义）                      | 0.001 K      | −273.149 °C       | 2.89777 m （广播，调频波段）  |
| 宇宙微波背景辐射                            | 2.7 K        | -270.45 °C        | 1.063 mm （微波）             |
| 维也纳标准平均海水的三相点 （严格按照定义） | 273.16 K     | 0.01 °C           | 10,608.3 nm （长波红外线）    |
| 水的沸点[A]                                 | 373.1339 K   | 99.9839 °C        | 7,766.03 nm （中波红外线）    |
| 電燈泡[B]                                   | 2500 K       | ≈2,200 °C         | 1,160 nm （接近红外线）[C]    |
| 氧炔焰                                      | 3600 K       | ≈3,300 °C         | 可见光                        |
| 太阳可见表面[D]                             | 5,778 K      | 5,505 °C          | 501.5 nm （绿-蓝光）          |
| 闪电[E]                                     | 28 kK        | 28,000 °C         | 100 nm （远紫外线光）         |
| 太阳核心[E]                                 | 16 MK        | 1600万 °C         | 0.18 nm （X射线）             |
| 核武器 （最高温度）[E]                      | 350 MK       | 3.5亿 °C          | 8.3×10−3 nm （伽马射线）      |
| 桑迪亞國家實驗室 Z machine[E]               | 2 GK         | 20亿 °C           | 1.4×10−3 nm （伽马射线）[F]   |
| 大质量恒星最后一天的核心[E]                 | 3 GK         | 30亿 °C           | 1×10−3 nm （伽马射线）        |
| 融合中的双中子星系统[E]                     | 350 GK       | 3500亿 °C         | 8×10−6 nm （伽马射线）        |
| 相对论重离子对撞机[E]                       | 1 TK         | 1兆 °C            | 3×10−6 nm （伽马射线）        |
| CERN质子-核碰撞[E]                          | 10 TK        | 10兆 °C           | 3×10−7 nm （伽马射线）        |
| 宇宙在大爆炸之后5.391×10−44 s[E]            | 1.417×1032 K | 1.417×1032 °C     | 1.616×10−26 nm （普朗克長度） |

- A 维也纳标准平均海水在一个标准大气压（101.325 kPa）下，根据热力学温度两点的定义。
- B  2500 K值为约数，在热力学温标和摄氏温标之间273.15 K的差值被约为300 K，以避免摄氏度值的假精確问题。
- C 针对一个真正的黑体（钨灯丝并不是）。钨灯丝的辐射比短波要略长，因此看起来更白。
- D 有效光球温度。在热力学温标和摄氏温标之间273.15 K的差值被约为273 K，以避免摄氏度值的假精確问题。
- E 在热力学温标和摄氏温标之间273.15 K的差值已经忽略不计。
- F 针对一个真正的黑体（等离子体并不是）。

## 测量

不同温度的黑体辐射频谱。随着温度下降，频谱峰值波长增加

由于温度会对体积、密度、声速、阻抗等物理量产生影响，因此可以通过测量这些物理量数值的变化来测量温度。目前温度测量的方法有数十种，按照测量原理可以分为以下几类：
- 膨胀测温法，是采用几何量(体积、长度)作为温度的标志。如水银温度计的测量范围大约是－30～300°C，酒精温度计的测量范围大约是-115～110℃，
- 电学测温法，是采用某些随温度变化的电阻等电学量作为温度的标志。电阻温度计多用于低於600℃的場合，热电偶温度计测量范围一般在1600℃以下，此外还有半导体热敏电阻温度计。
- 磁学测温法，是根据顺磁物质的磁化率与温度的关系来测量温度，常用在超低温（小于1K）测量中。
- 声学测温法，采用声速作为温度标志（声速的平方与温度成正比）。主要用于低温下热力学温度的测定。
- 频率测温法，根据物体固有频率的变化来测量温度。石英晶体温度计的分辨率可达万分之一摄氏度。
- 光学测温法，是根据黑体辐射来测量温度。如紅外線溫度計[14]。
- 密度测温法，如伽利略溫度計。